# Orchestra e Coro del Teatro Regio di Parma
Per quanto riguarda Orchestra e Coro del Teatro Regio di Parma, la storia di questo complesso artistico, inizia nel 1500, con raffinati cori a cappella, e compagnie di violini. Tra il '600 e '700, si pensa a dare una svolta all'attività teatrale di Parma. Con l'arrivo di Maria Luigia, in città, la vita sociale sente il grande cambiamento, fondando l'Orchestra ducale, e mettendovi a capo, il violinista Niccolò Paganini, grazie al brillante concertista, l'orchestra visse dei tempi d'oro, classificandosi come migliore d'Italia. Per tutto l'Ottocento, l'orchestra fu molto richiesta, per la stagione lirica e anche per alcune tournée per l'Europa e l'America.
Oggi, possiede un organico solido e professionale. Lavora, per tutta la stagione lirica, la stagione ballettistica e quella sinfonico-concertistica, alternandosi presso il Teatro Cittadino, l'Auditorium Niccolò Paganini, il Conservatorio di Parma, i teatri di Modena e Bologna, più torunéé, per il mondo, tra cui presenze fisse in Cina e India.
Il direttore musicale è il maestro Jurij Chatuevič Temirkanov, dal 1º gennaio 2009.
Il complesso, è stato anche diretto da Riccardo Muti, Zubin Mehta e Georges Prêtre.
Inoltre ha lavorato con il Maestro David Garforth, che dirige l'orchestra per la stagione del balletto, in collaborazione con La Scala di Milano.
Negli anni '80, il podio è stato anche di Angelo Campori.
Ha collaborato con molti cantanti tra cui spesso con il baritono Leo Nucci e il basso Michele Pertusi e con le migliori compagnie di danza come quella della Scala assieme a l'étoile Roberto Bolle.